# موسيقى الديسكو

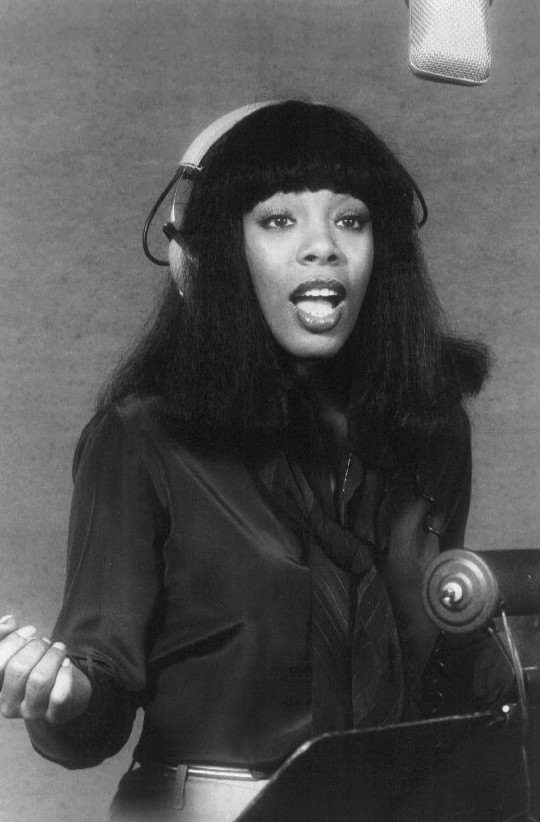
دونا سمر عام 1977 التي لُقّبت بـ«ملكة الديسكو»

الديسكو (بالإنجليزية: Disco)‏ هو نوع من موسيقى الرقص وثقافة فرعية ظهرت في السبعينيات من مشهد الحياة الليلية الحضرية في الولايات المتحدة. يتجسد صوتها بإيقاع فور أون ذا فلور، وباس-لاينز متزامنة، ومقاطع وترية، وأبواق، وبيانو كهربائي، وآلات السنثسيزر، وقيثارات إيقاع كهربائي.
من أشهر فناني الديسكو: دونا سمر، وجلوريا جاينور، وفرقة البي جيز، وفرقة تشيك، وفرقة كي سي آند ذا سن شاين باند، وثيلما هوستون، وفرقة سيستر سليدج، وفرقة ذا ترامبس، وفرقة فيلدج بيبيل، ومايكل جاكسون. في حين جذب المؤدون والمغنون انتباه الجمهور، لعب منتجو الأغاني الذين يعملون خلف الكواليس دورًا مهمًا في تطوير هذا النوع. أسهمت أفلام مثل حمى ليلة السبت (1977)، وحمدًا لله - إنه الجمعة (1978) في شعبية الديسكو السائدة.
بدأت موسيقى الديسكو كمزيج من الموسيقى من أماكن شائعة بين الأمريكيين الأفارقة، والأمريكيين اللاتينيين والهسبان، والأمريكيين الإيطاليين، والمثليين في فيلادلفيا ونيويورك خلال أواخر الستينيات وأوائل السبعينيات. يمكن اعتبار الديسكو كرد فعل من قبل ثقافة الستينيات المضادة على هيمنة موسيقى الروك ووصم موسيقى الرقص في ذلك الوقت. تطورت العديد من أنماط الرقص خلال فترة شعبية الديسكو في الولايات المتحدة، بما في ذلك «البمب» و «الهاسل».
بحلول أواخر السبعينيات، كان لدى معظم المدن الأمريكية الكبرى مشاهد مزدهرة لنوادي الديسكو، وكان منسقو الموسيقى يمزجون تسجيلات الرقص في نوادي مثل ستوديو 54 في مدينة نيويورك، وهو مكان ذو شعبية بين المشاهير. غالبًا ما كان يرتدي رواد المراقص أزياء باهظة الثمن، ومتطرفة، ومثيرة. كان هناك أيضًا ثقافة فرعية مزدهرة للمخدرات في مشهد الديسكو، خاصة بالنسبة للمخدرات التي من شأنها تعزيز تجربة الرقص على الموسيقى الصاخبة والأضواء الساطعة، مثل الكوكايين والكوالوديس، والأخير شائع جدًا في الثقافة الفرعية للديسكو لدرجة أنه أطلق عليه لقب «بسكويت الديسكو». ارتبطت نوادي الديسكو أيضًا بالاختلاطية الجنسية باعتبارها انعكاسًا للثورة الجنسية لهذه الحقبة في التاريخ الشعبي.
كانت الديسكو آخر حركة موسيقية شعبية يقودها جيل طفرة المواليد. بدأت شعبيتها في الانخفاض في الولايات المتحدة خلال 1979-1980، وبحلول عام 1982 فقدت تقريبًا كل شعبيتها. ليلة تدمير الديسكو، وهو احتجاج ضد الديسكو أقيم في مدينة شيكاغو في 12 يوليو 1979، لا يزال الأكثر شهرة من بين العديد من الأحداث التي ترمز إلى تراجع ثروة الديسكو حول أنحاء البلاد.
كان لموسيقى الديسكو تأثير رئيسي في تطوير موسيقى الرقص الإلكترونية بشكل عام وموسيقى الهاوس بشكل خاص. أحييت عدة مرات، مثل ألبوم مادونا الناجح للغاية اعترافات على حلبة الرقص عام 2005، ومؤخرا في عام 2010، دخلت جداول البوب في الولايات المتحدة والمملكة المتحدة.

## أصل الكلمة

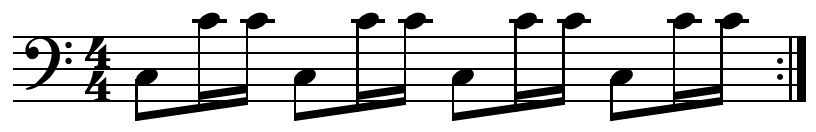
نمط البيس في موسيقى الديسكو.

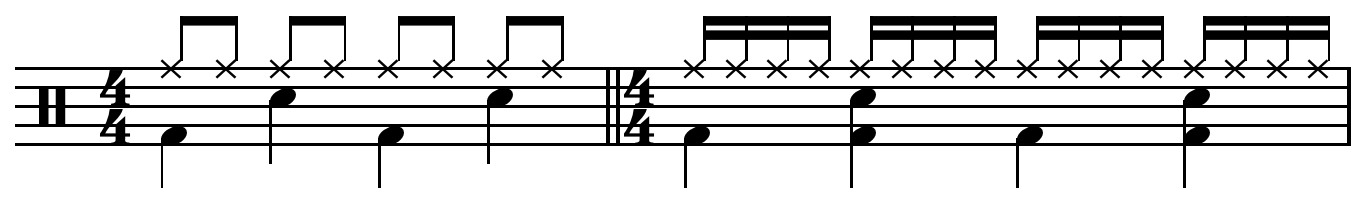
نمطي قرع الطبول في موسيقى الروك والديسكو

مصطلح «ديسكو» هو اختصار لكلمة «ديسكوتيك»، وهي كلمة فرنسية تعني «مكتبة سجلات الفونوغراف» مشتقة من «ببليوتيك». كان لكلمة «ديسكوتيك» نفس المعنى في اللغة الإنجليزية في الخمسينيات.
استخدمت «ديسكوتيك» باللغة الفرنسية لنوع من الملاهي الليلية في باريس بعد أن لعبوا التسجيلات بتردد خلال الاحتلال النازي في أوائل الأربعينيات. استخدمته بعض الأندية كاسمها الخاص. في عام 1960، استخدم أيضًا لوصف ملهى ليلي باريسي في مجلة إنجليزية.
في صيف عام 1964، كان هناك فستان قصير بلا أكمام يسمى «فستان ديسكوتيك» يحظى بشعبية كبيرة في الولايات المتحدة. أقدم استخدام معروف للصيغة المختصرة «ديسكو» يصف هذا الفستان وقد عُثر عليه في سالت ليك تريبيون في 12 يوليو 1964، لكن مجلة بلاي بوي استخدمته في سبتمبر من نفس العام لوصف الملاهي الليلية في لوس أنجلوس.
كان فينس أليتي من أوائل الذين وصفوا الديسكو على أنه صوت أو نوع موسيقي. كتب مقالًا مميزًا بعنوان «ديسكوتيك روك بارتي» الذي ظهر في مجلة رولينج ستون في سبتمبر 1973.

## الخصائص الموسيقية
الموسيقى عادة ما تكون صوتيات بطبقات عالية ومترددة، مضاعفة بأصوات أبواق، على خلفية «باد» من البيانو الكهربائي وقيثارات إيقاع «تشيكن سكراتش» التي تعزف على الغيتار الكهربائي. ملامح الإيتار الرئيسي موجودة بموسيقى الديسكو أقل منها في موسيقى الروك. يُنتج صوت الـ«تشيكن سكراتش» من خلال الضغط برفق على أوتار الجيتار على عنق الجيتار ثم تحريرها بسرعة كافية للحصول على (صوت) بوكر صامت قليلًا أثناء العزف المستمر عند الاقتراب من الجسر الموسيقي. «أدوات موسيقية خلفية تشمل البيانو، والأورج الكهربائي (خلال السنوات الأولى)، وآلات السنثسيزر وتري، ولوحات المفاتيح الكهروميكانيكية مثل بيانو فيدر رودس الكهربائي، وبيانو ورلتزير الكهربائي، وهونر كلافينيت. السنثسيزرز شائعة أيضًا بشكل واضح في الديسكو، خاصة في أواخر السبعينيات.

## ثقافة نادي الديسكو

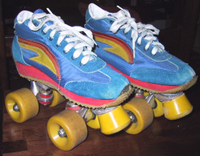
حذاء زلَّاجات أزرق اللون.

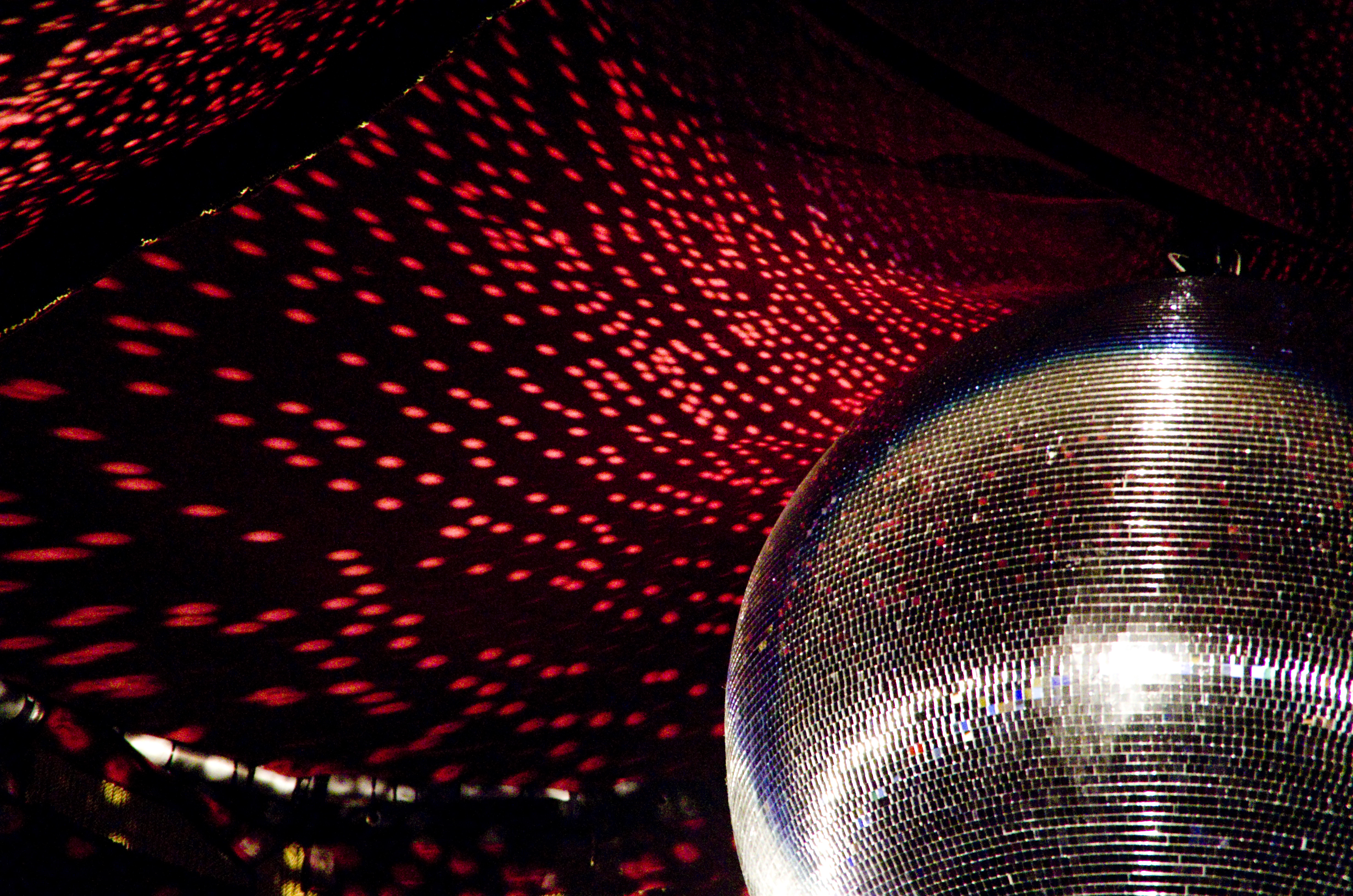
تشتهر نوادي الديسكو باستخدام كرات الديسكو العاكسة للأضواء والأسقف المضاءة.

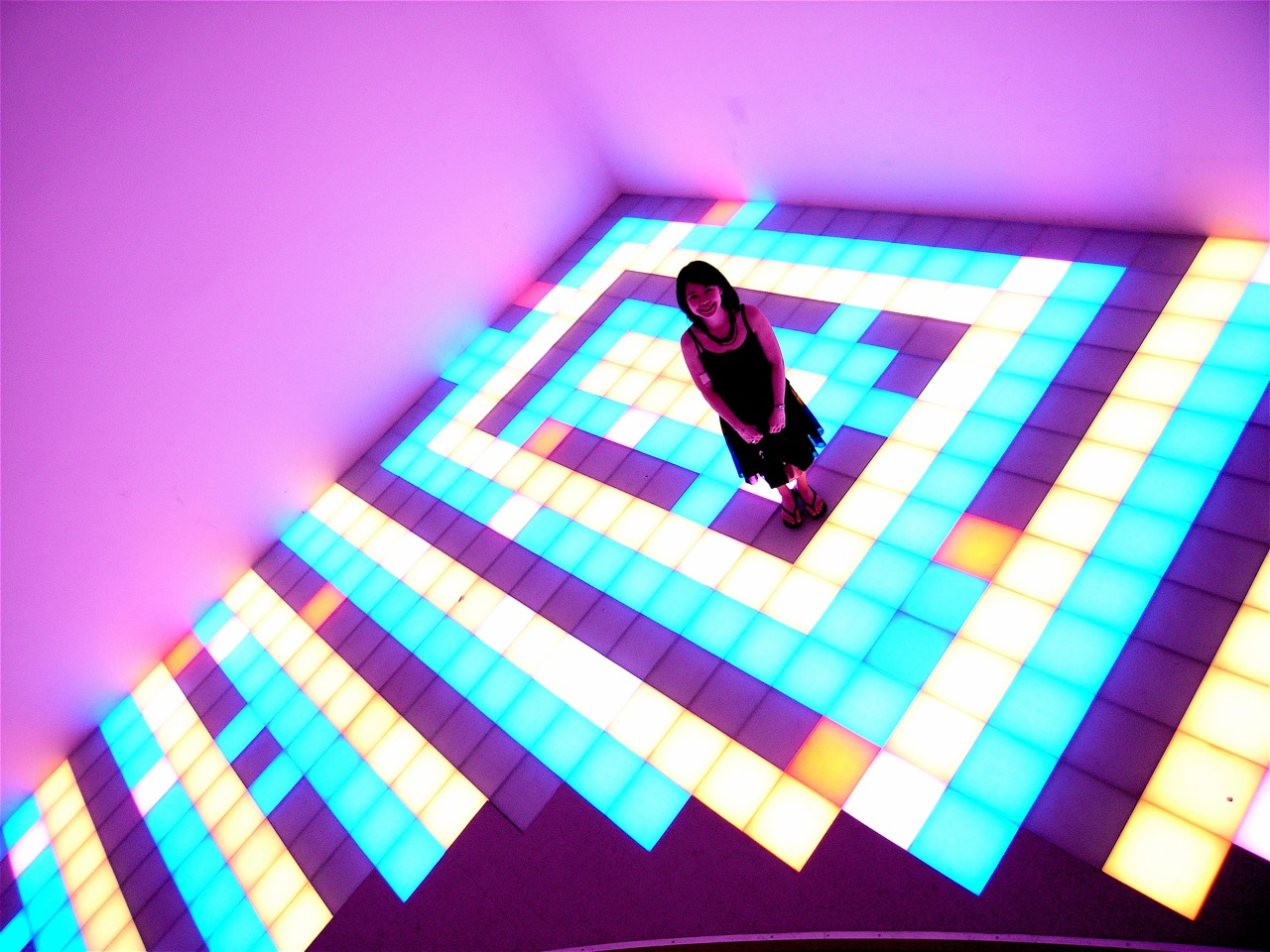
تحوي نوادي الديسكو الكبرى أرضيات راقصة مضاءة بالألوان تتغير أنماط ألوانها بالتماشي مع الموسيقى

### النوادي الليلية في الولايات المتحدة
بحلول أواخر السبعينيات، كان لدى معظم المدن الأمريكية الكبرى مشاهد مزدهرة لنوادي الديسكو. كانت أكبرها في سان فرانسيسكو وميامي وواشنطن العاصمة وأبرزها مدينة نيويورك. تمحور المشهد حول المراقص، والنوادي الليلية، والحفلات العلوية الخاصة.

### معدات الصوت والضوء
تعتبر إلى أنظمة الصوت القوية عالية الصوت جزءً أساسيًا من تجربة نادي الديسكو. «قدم مانكوسو تقنيات مصفوفة مكبرات الصوت (مجموعات مكبرات صوت صغيرة، تنبعث منها ترددات عالية، موضوعة فوق الأرض) وتعزيزات البيس (مجموعات إضافية من مضخمات الصوت الموضوعة على مستوى الأرض) في بداية السبعينيات لتعزيز التريبل والبيس في اللحظات المناسبة، وبحلول نهاية العقد، ضاعف مهندسو الصوت مثل ريتشارد لونغ تأثيرات هذه الابتكارات في أماكن مثل الجرادج».

### منسقو الموسيقى
غالبًا ما يقوم منسقو الموسيقى من عصر الديسكو (دي جايز) بإعادة مزج الأغاني الحالية باستخدام آلات شريط بكرة إلى بكرة، وإضافة فواصل إيقاعية وأقسام جديدة وأصوات جديدة.

### رقص الديسكو
في السنوات الأولى، رقصت الراقصات في المراقص في أسلوب «التردد بحرية» أو «الأسلوب الخاص». ارتجل العديد من الراقصين في البداية أساليب وخطوات الرقص الخاصة بهم. في وقت لاحق من عصر الديسكو، طُورت أنماط الرقص الشعبية، بما في ذلك الـ «بمب»، و«بنجوين»، و«بوجولو»، و«ووترغيت»، و«روربوت». بحلول أكتوبر 1975، سادت رقصة الهاسل. كانت منمقة للغاية، ورفيعة، وجنسية علنيًا. شملت الاختلافات بين المناطق بروكلين هاسل، ونيويورك هاسل، ولاتين هاسل.

### أزياء الديسكو
كانت أزياء الديسكو عصرية للغاية في أواخر السبعينيات. غالبًا ما يرتدي رواد الديسكوتيك أزياء براقة ومكلفة وباهظة لقضاء ليالٍ في نادي الديسكو المحلي. ترتدي بعض النساء الفساتين الشفافة الفضفاضة، مثل فساتين هالستون أو السراويل الفضفاضة. وارتدت نساء أخريات ملابس ضيقة وكاشفة ومثيرة، مثل القمصان بحمالة عنق دون ظهر، وسراويل الديسكو، و«بنطلون مثير»، أو الإسباندكس الضيقة أو «كات سوتس». يرتدي الرجال قمصان كيانا من البوليستر اللامع مع أنماط ملونة مدببة، وياقات عريضة جدًا، ويفضل أن تكون مفتوحة على الصدر. غالبًا ما كان الرجال يرتدون بدلات بيير كاردان، وبدلات من ثلاث قطع مع صدارية، وسترة من البوليستر المحبوك مع بنطلون مطابق وتعرف باسم بدلة الترفيه. كانت بدلات الرجال الترفيهية نموذجيًا مصممة حسب المقاس في بعض أجزاء الجسم، مثل الخصر والجزء السفلي، ولكن الجزء السفلي من البنطلون كان واسًعا بأسلوب بيل بوتومز، للسماح بحرية الحركة.

### ثقافة المخدرات الفرعية
بالإضافة إلى جوانب الرقص والأزياء في مشهد نادي الديسكو، كان هناك أيضًا ثقافة فرعية مزدهرة لمخدرات النوادي، خاصة بالنسبة للمخدرات التي من شأنها تعزيز تجربة الرقص على الموسيقى الصاخبة، والموسيقى الثقيلة، والأضواء الملونة الوامضة.

### الإثارة الجنسية والتحرر الجنسي
وفقا للصحفي الأمريكي بيتر براونستين، فإن «الكميات الضخمة من المخدرات التي تُتناول في المراقص أنتجت الظاهرة الثقافية التالية لعصر الديسكو: الاختلاطية الجنسية المنتشرة والجنس العام. في حين أن حلبة الرقص كانت الساحة المركزية للإغواء، كان الجنس الفعلي يحدث عادة في المناطق السفلى من الديسكو: أكشاك الحمام، سلالم الخروج، وما إلى ذلك. في حالات أخرى، أصبح الديسكو نوعًا من «الطبق الرئيسي» في قائمة المتعة لقضاء ليلة في الخارج».